# 昭和やくざ系図 長崎の顔
『昭和やくざ系図 長崎の顔』（しょうわやくざけいず ながさきのかお）1969年10月18日に公開された日本の映画である。監督は野村孝。主演は渡哲也。日活制作。

## 概要
長崎を舞台に、三代目にのし上がった男が邪魔立てする汚いやくざ共に殴り込みをかける。

## キャスト
- 高間慶二：渡哲也
- 小宮鉄男 ： 郷鍈治
- 斉藤加代子 ： 益田ひろ子
- 親分： 葉山良二
- 松井邦光： 青木義朗
- 松田政夫 ： 高城淳一
- 淵野義一 ： 杉江廣太郎
- 水城栄蔵 ： 清水元
- 斉藤千代 ： 新井麗子
- 平田トヨ ： 原恵子
- 高間組組員 ： 伊豆見英輔
- 五郎 ： 長浜鉄平
- 高間組組員： 荒井岩衛
- 鴨井健児 ： 大浜詩郎
- ホテル支配人 ： 柳瀬志郎
- 的場三郎 ： 佐藤了一
- 刺客： 高橋明、小林亘
- ： 高本一夫
- 松井組組員： 青木敏夫
- 高間組組員 ： 熱海弘到
- 刺客： 中平哲仟
- 松井組組員：瀬山孝司
- ： 榊功
- ： 荒木敏夫
- ：佐々木時義
- ： 吉沢敏夫
- 所作指導： 笛田直一
- 技斗：高瀬将敏、 渡井嘉久雄
- 歌手： 内山田洋とクールファイブ、 土門剛、ディック・ミネ
- 平田新吉： 嵐寛寿郎
- 斉藤重作： 水島道太郎
- 小岩竜吉： 安藤昇

## スタッフ
- 監督 ： 野村孝
- 脚本： 池上金男
- 企画 ： 森山幸晴
- 原作 ： 中村幸也
- 長崎新聞社連載・「長崎の顔」
- 音楽： 小杉太一郎

## 同時上映
『夜の牝 花のいのち』
- 脚本：下飯塚菊馬 / 監督：森永健次郎 / 主演：野川由美子